# Schuman metróállomás
A Schuman (kiejtés: [ʃuman]) a brüsszeli 1-es és 5-ös metró állomása a Maelbeek és a Merode állomások között. A fölötte elhelyezkedő Schuman körforgalomról kapta a nevét, amit Robert Schumanról, az Európai Unió egyik alapítójáról neveztek el.

## Az állomás története
A metróállomást 1969. december 20-án nyitották meg kéreg alatt vezetett villamosvonal, úgynevezett premetró állomásaként. 1976. szeptember 20-án nyílt meg, mint teljes értékű metróvonal állomása. 1982-ben az itt futó 1-es számú vonalat kettéosztották 1A és 1B vonalakra, különböző végállomásokkal. 2009. április 4-től újabb átszervezés nyomán a két itt futó vonal az 1-es és 5-ös számozást kapta.

## Jellemzői

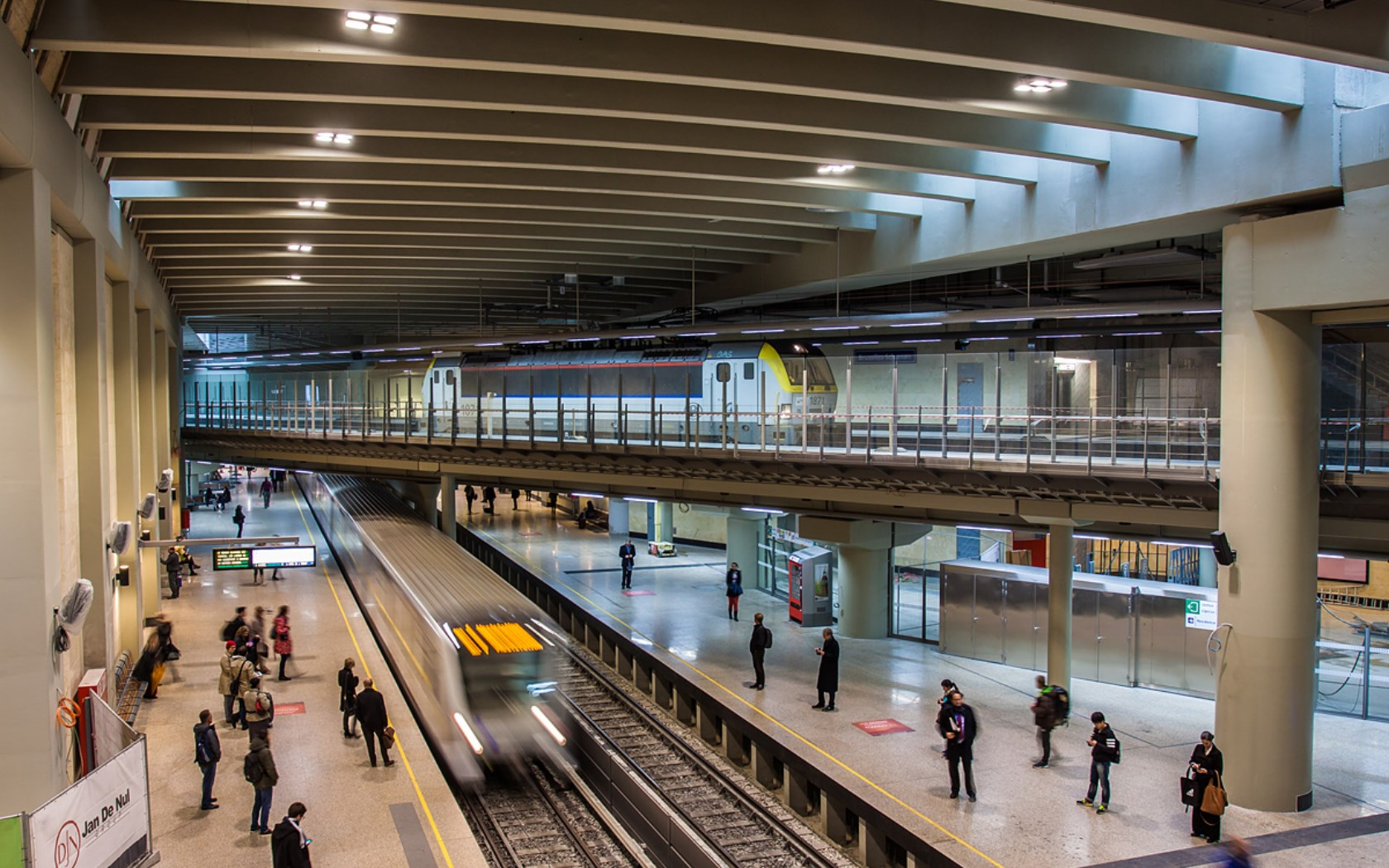
A felújítás alatt lévő állomás. Lent látható az 1-es és 5-ös metrók peronjai, fent pedig a 161-es vasútvonal hídja

2013 és 2016 között az állomás jelentős átalakításokon esik át a közvetlen szomszédságában található Schuman vasútállomással együtt. Ez utóbbi után közvetlenül építik meg az úgynevezett Schuman-Josaphat-alagutat, amit 2016 áprilisában nyitnak meg. Az alagút új kapcsolatot fog teremteni a 161-es és 26-os vasútvonalak között, mellyel az Uniós negyedből egyszerűbben és gyorsabban lehet majd elérni a zaventemi repülőteret.

Egy, a metróállomás fölött átlósan átívelő vasúti hidat épitettek a föld alatt, hogy a legkisebb mértékben zavarja a vasúti közlekedés a metróét. Ezen kívül a tetőn nyílásokat hoztak létre, hogy a napfény beáramolhasson az állomásra, ezzel jelentős mértékben megváltoztatva az 1969 óta uralkodó hangulatot.

## Átszállási lehetőségek
| 1 (Gare de l’Ouest – Stockel) |                        | |
| 5 (Érasme – Herrmann-Debroux) |                        | |
| Állomás                       | Átszállási lehetőségek | Fontosabb létesítmények                                                                                 |
| Schuman                       | 12 21 22 36 60 79 N06  | Az Európai Unió Tanácsa (Justus Lipsius), Európai Bizottság (Berlaymont), Brüsszel-Schuman vasútállomás |

## Fordítás
- Ez a szócikk részben vagy egészben  a   Schuman (métro de Bruxelles) című francia Wikipédia-szócikk ezen változatának fordításán alapul.  Az eredeti cikk szerkesztőit annak laptörténete sorolja fel. Ez a jelzés csupán a megfogalmazás eredetét és a szerzői jogokat jelzi, nem szolgál a cikkben szereplő információk forrásmegjelöléseként.